# Mali Rigelj
Mali Rigelj – wieś w Słowenii, w gminie Dolenjske Toplice. W 2018 roku liczyła 9 mieszkańców.